# セルジオ・エスカローナ
- セルヒオ・エスカローナ

セルジオ・ルイス・エスカローナ・ロドリゲス（Sergio Luis Escalona Rodriguez、1984年8月3日 - ）は、ベネズエラのエル・トクヨ出身のプロ野球選手（投手）。現在はフリーエージェント。

## 経歴

### フィリーズ時代
2005年に12試合(8試合で先発)登板し、1勝1敗、防御率2.97、34奪三振を記録した。
2006年も14試合(12試合で先発)登板し、3勝4敗1セーブ、防御率2.29、71奪三振を記録した。
2007年は、1試合に先発登板した。7試合に先発登板し、2勝2敗、防御率7.57、26奪三振を記録した。7試合に先発登板し、1勝4敗、防御率4.15、32奪三振を記録した。
2008年は、28試合に登板し、5勝1敗1セーブ、防御率3.43、60奪三振を記録した。ここでは15試合に登板し、0勝1敗1セーブ、防御率2.22、29奪三振を記録した。
2009年5月16日に、メジャーに昇格した。この年は、メジャーでは、14試合に登板し、1勝0敗、防御率4.61、10奪三振を記録した。マイナーで計47試合(1試合で先発)登板し、2勝3敗4セーブを記録した。
2010年は、マイナーでは、傘下AAのレディングで50試合に登板し、4勝3敗8セーブ、防御率3.31、53奪三振を記録した。

### アストロズ時代
2011年1月10日に、アルバート・カートライトとのトレードでヒューストン・アストロズへ移籍した。この年は、メジャーで49試合に登板し、2勝1敗、防御率2.93、25奪三振を記録した。マイナーでは、傘下AAAのオクラホマシティ・レッドホークス(現：オクラホマシティ・コメッツ)でプレーした。ここでは、14試合に登板し、1勝0敗3セーブ、防御率3.18、18奪三振を記録した。
2012年3月12日に、トミー・ジョン手術を行いシーズンを全休することとなった。
2013年は、傘下AAのコーパスクリスティ・フックスでプレーした。ここでは、12試合に登板し、1勝2敗1セーブ、防御率6.60、9奪三振を記録した。しかし6月13日にヒト成長ホルモン(HGH)などの禁止薬物を購入した事が判明した。8月5日に50試合の出場停止処分を受けた。これが後のバイオジェネシス・スキャンダルと言われる事件である。オフに自由契約となる。

### アストロズ退団後
2014年は所属球団なく、オフにベネズエラのウィンターリーグでプレー。
2015年も所属球団なく、前年に続きオフにベネズエラのウィンターリーグでプレー。

## 詳細情報

### 年度別投手成績
| 年 度    | 球 団    | 登 板 | 先 発 | 完 投 | 完 封 | 無 四 球 | 勝 利 | 敗 戦 | セ 丨 ブ | ホ 丨 ル ド | 勝 率 | 打 者 | 投 球 回 | 被 安 打 | 被 本 塁 打 | 与 四 球 | 敬 遠 | 与 死 球 | 奪 三 振 | 暴 投 | ボ 丨 ク | 失 点 | 自 責 点 | 防 御 率 | W H I P |
| -------- | -------- | ----- | ----- | ----- | ----- | -------- | ----- | ----- | -------- | ----------- | ----- | ----- | -------- | -------- | ----------- | -------- | ----- | -------- | -------- | ----- | -------- | ----- | -------- | -------- | ------- |
| 2009     | PHI      | 14    | 0     | 0     | 0     | 0        | 1     | 0     | 0        | 2           | 1.000 | 60    | 13.2     | 12       | 0           | 5        | 1     | 3        | 10       | 1     | 0        | 7     | 7        | 4.61     | 1.24    |
| 2011     | HOU      | 49    | 0     | 0     | 0     | 0        | 2     | 1     | 0        | 6           | .667  | 115   | 27.2     | 24       | 3           | 11       | 1     | 2        | 25       | 2     | 0        | 10    | 9        | 2.93     | 1.27    |
| MLB：2年 | MLB：2年 | 63    | 0     | 0     | 0     | 0        | 3     | 1     | 0        | 8           | .750  | 175   | 41.1     | 36       | 3           | 16       | 2     | 5        | 35       | 3     | 0        | 17    | 16       | 3.48     | 1.26    |

### 背番号
- 53（2009年）
- 52（2011年）